# Moutonne
Moutonne és un municipi francès situat al departament del Jura i a la regió de Borgonya - Franc Comtat. L'any 2017 tenia 132 habitants.

## Demografia
El 2007 tenia 110 habitants. Hi havia 43 famílies Hi havia 55 habitatges (42 habitatges principals, cinc segones residències i nou desocupats).

## Economia
El 2007 la població en edat de treballar era de 67 persones, 50 eren actives. Hi havia un taller de reparació d'automòbils i de material agrícola i una fusteria.
L'any 2000 hi havia tres explotacions agrícoles que conreaven un total de 309 hectàrees.